# 皮雪 (萨尔特省)
皮雪（法語：Pizieux，法語發音：[pizjø]）是法国萨尔特省的一个市镇，属于马梅尔斯区。

## 地理
皮雪（48°19'20"N, 0°19'52"E）面积4.51 平方千米，位于法国卢瓦尔河地区大区萨尔特省，该省份为法国西北部内陆省份，北起顺时针与奥恩省、厄尔-卢瓦省、卢瓦-谢尔省、安德尔-卢瓦尔省、曼恩-卢瓦尔省和马耶讷省接壤，是法国大西部的入口，连接卢瓦尔河谷、布列塔尼和巴黎盆地。
与皮雪接壤的市镇（或旧市镇、城区）包括：圣隆吉、圣雷米德蒙、科梅尔韦伊、索努瓦地区圣卡莱。

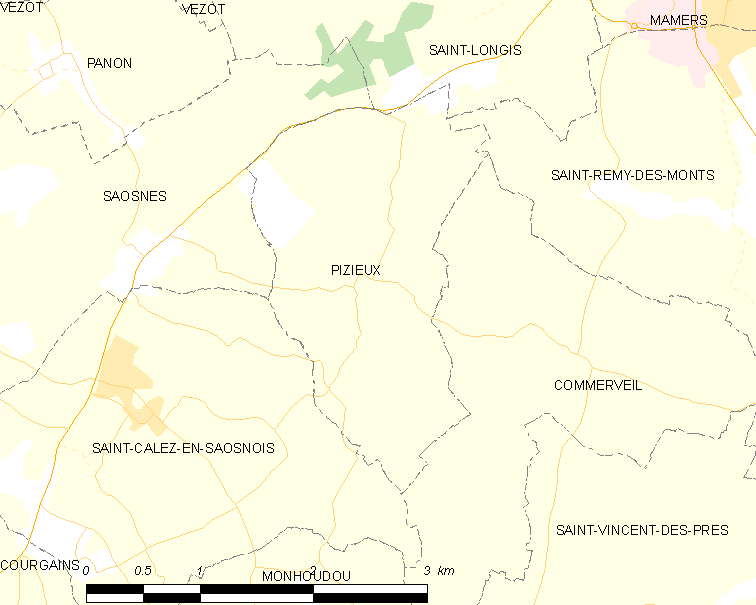
的OSM定位图

皮雪的时区为UTC+01:00、UTC+02:00（夏令时）。

## 行政
皮雪的邮政编码为72600，INSEE市镇编码为72238。

## 政治
皮雪所属的省级选区为马梅尔斯县。

## 人口

1962-2008年间人口变化图示

皮雪于2022年1月1日时的人口数量为74人。